# Виборгски замък
Виборгският замък (на руски: Выборгский замок; на шведски: Wiborgs slott) е замък, разположен на малък остров във Финския залив край град Виборг, Северозападна Русия.
Замъкът е основан от шведите през 1293 година и е многократно реконструиран и разширяван през следващите три века. От 16 век военното му значение намалява, тъй като около Виборг са построени нови крепостни съоръжения. Градът и замъкът са завладени от руснаците през 1710 година, а от 1809 година е част от автономното велико княжество Финландия. Замъкът е силно засегнат от пожари през 1834 и 1856 година, но продължава да се използва като склад и затвор.
През 1990-те години Виборгският замък е реконструиран и в общи линии придобива съвременния си вид. Влиза в състава на Финландия от получаването на независимост на страната през 1917 година до 1940 година, когато след Зимната война Виборг е присъединен към Съветския съюз.
Виборгският замък е превърнат в музей през 1970 година.